# 吉多·克拉奇默
吉多·克拉奇默（德語：Guido Kratschmer，1953年1月10日—），德国男子田径运动员。他曾代表西德参加1976年和1984年夏季奥林匹克运动会田径比赛，其中1976年奥运会获得一枚银牌。